# ضربة مستقيمة

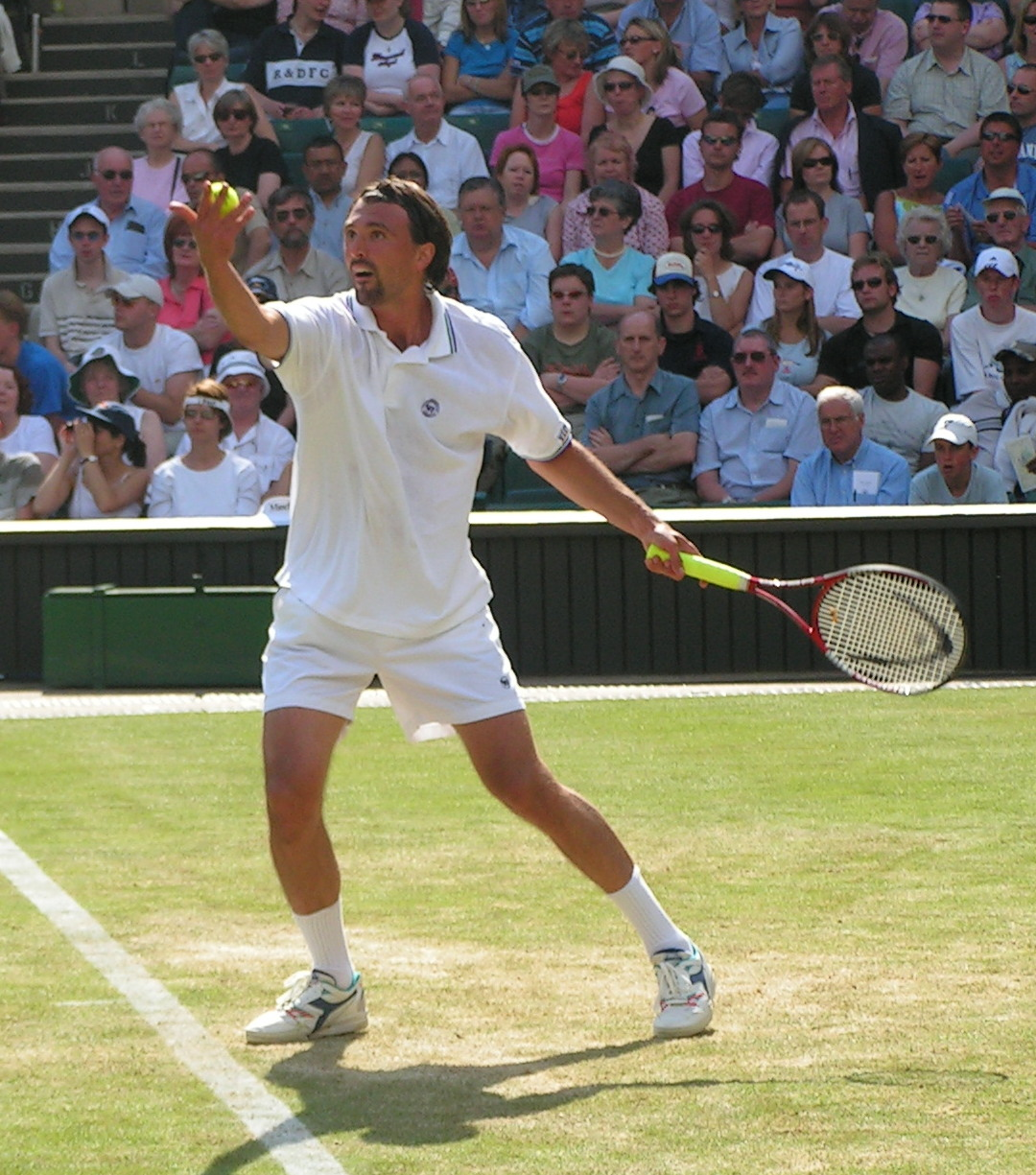
يستعد غوران إفنيسيفيتش للإرسال في ويمبلدون في عام 2004. يعتبر إيفانيسيفيتش أحد أفضل المرسلين في تاريخ كرة المضرب.

الضربة المستقيمة تنفذ في لعبة كرة المضرب بضرب الكرة بحيث تندفع دون دوران، وهذا يناقض الكرة ذات التدويم الخلفي والعلوي.